# Климова, Линда
Ли́нда Кли́мова (чеш. Linda Klimová, в замужестве (с ноября 2023) Ли́нда Немчо́кова, чеш. Linda Nemčoková, Linda Nemcokova; род. 14 апреля 1988) — чешская кёрлингистка.
В составе женской сборной Чехии участница зимней Универсиады 2011.
Трёхкратная чемпионка Чехии среди женщин, чемпионка Чехии среди смешанных пар, чемпионка Чехии среди юниоров.
Играет на позиции четвёртого. Скип своей команды.

## Достижения
- Чемпионат Чехии по кёрлингу среди женщин: золото (2011, 2012, 2014), серебро (2010, 2013, 2022, 2023, 2024, 2025), бронза (2008, 2015, 2017, 2019).
- Чемпионат Чехии по кёрлингу среди смешанных команд: серебро (2007, 2010).
- Чемпионат Чехии по кёрлингу среди смешанных пар: золото (2010).
- Первенство Европы по кёрлингу среди юниоров: серебро (2007, 2009), бронза (2008).
- Чемпионат Чехии по кёрлингу среди юниоров: золото (2006), серебро (2007, 2008).

## Команды
| Сезон                       | Четвёртый            | Третий            | Второй             | Первый               | Запасной                                | Тренер                        | Турниры                              |
| --------------------------- | -------------------- | ----------------- | ------------------ | -------------------- | --------------------------------------- | ----------------------------- | ------------------------------------ |
| 2005—06                     | Камила Мошова        | Ленка Черновска   | Линда Климова      | Анна Кубешкова       | Тереза Плишкова                         | Jana Linhartova               | ПЕЮ 2006 (5 место)                   |
| 2006—07                     | Анна Кубешкова       | Линда Климова     | Тереза Плишкова    | Michaela Nadherova   | Луиза Иллькова                          | Иржи Снитил                   | ПЕЮ 2007 · ЧМЮ 2007 (9 место)        |
| 2007—08                     | Анна Кубешкова       | Линда Климова     | Тереза Плишкова    | Michaela Nadherova   | Камила Мошова                           | Иржи Снитил                   | ПЕЮ 2008                             |
| 2008—09                     | Анна Кубешкова       | Линда Климова     | Тереза Плишкова    | Элишка Яловцова      | Мартина Стрнадова                       | Йиржи Цандра                  | ПЕЮ 2009 · ЧМЮ 2009 (7 место)        |
| 2009—10                     | Линда Климова        | Ленка Черновска   | Камила Мошова      | Катержина Урбанова   |                                         |                               |                                      |
| 2010—11                     | Линда Климова        | Ленка Черновска   | Камила Мошова      | Сара Ягодова         |                                         |                               |                                      |
| 2010—11                     | Анна Кубешкова       | Линда Климова     | Тереза Плишкова    | Элишка Яловцова      | Камила Мошова                           | Карел Кубешка                 | ЗУ 2011 (7 место)                    |
| 2011—12                     | Линда Климова        | Камила Мошова     | Ленка Черновска    | Катержина Урбанова   | Paula Proksikova (ЧЕ) Сара Ягодова (ЧМ) | Vladimir Cernovsky            | ЧЕ 2011 (8 место) ЧМ 2012 (12 место) |
| 2012—13                     | Линда Климова        | Камила Мошова     | Анна Кубешкова     | Катержина Урбанова   | Тереза Плишкова                         | Карел Кубешка Даниэль Рафаэль | ЧЕ 2012 (8 место)                    |
| 2012—13                     | Линда Климова        | Камила Мошова     | Paula Proksikova   | Катержина Урбанова   |                                         |                               |                                      |
| 2013—14                     | Линда Климова        | Камила Мошова     | Paula Proksikova   | Катержина Урбанова   |                                         |                               |                                      |
| 2014—15                     | Линда Климова        | Камила Мулацова   | Катержина Урбанова | Katerina Samueliova  | Зузана Гайкова (ЧЕ)                     | Давид Шик                     | ЧЕ 2014 (10 место)                   |
| 2021—22                     | Гана Синачкова       | Мартина Стрнадова | Eliška Srnská      | Каролина Фредериксен | Линда Климова                           |                               | ЧЧЖ 2022                             |
| 2022—23                     | Гана Синачкова       | Мартина Стрнадова | Eliška Srnská      | Каролина Фредериксен | Линда Климова, Lenka Vokounová          |                               | ЧЧЖ 2023                             |
| 2023—24                     | Каролина Фредериксен | Линда Немчокова   | Zuzana Pražáková   | Eliška Srnská        | Мартина Стрнадова, Lenka Vokounová      | Radek Klíma                   | ЧЧЖ 2024                             |
| 2024—25                     | Каролина Фредериксен | Zuzana Pražáková  | Линда Немчокова    | Гана Синачкова       | Eliška Navrátilová                      | Radek Klíma                   | ЧЧЖ 2025                             |
| Кёрлинг среди смешанных пар |                      |                   |                    |                      |                                         |                               |                                      |
| 2010—11                     | Линда Климова        | Ян Седлар         |                    |                      |                                         |                               | ЧЧСП 2010                            |

(скипы выделены полужирным шрифтом)

## Частная жизнь
Из семьи кёрлингистов. Её отец Радек Клима (англ. Radek Klima), её брат Лукаш Клима, её дядя (брат отца) Томаш Клима (англ. Tomas Klima).
Начала заниматься кёрлингом в 2004 году, в возрасте 16 лет.